# 多莫斯洛
多莫斯洛，是匈牙利赫维什州所辖的一个村。总面积40.22平方公里，总人口2065，人口密度51.3人/平方公里（2011年1月1日）。